# ماونتن ویلیج (کلرادو)
ماونتن ویلیج (به انگلیسی: Mountain Village) شهری در ایالت کلرادو کشور ایالات متحده آمریکا است که جمعیت آن در سرشماری سال ۲۰۱۰ میلادی، ۸۰۱ نفر بوده‌است.

## نگارخانه

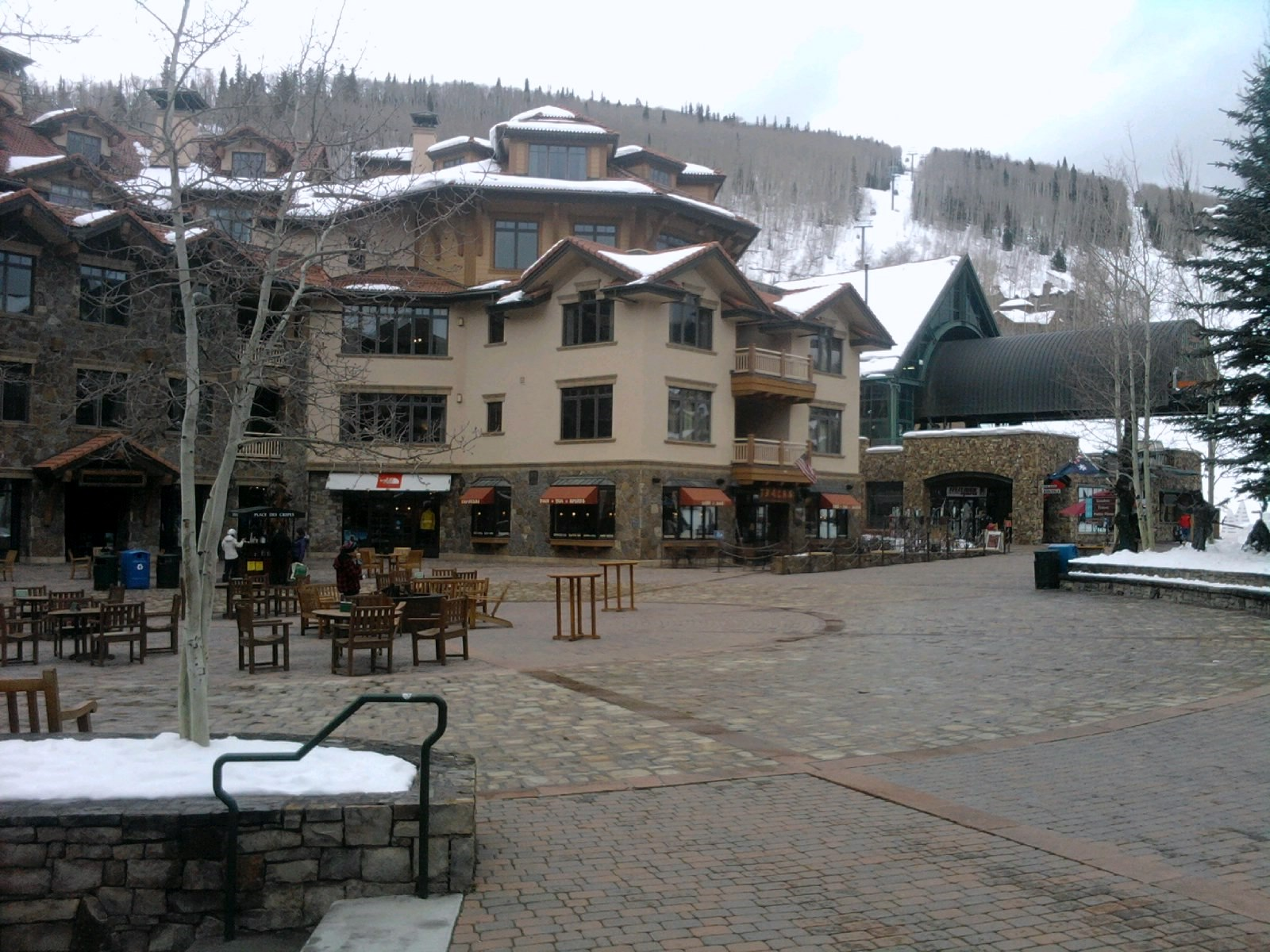
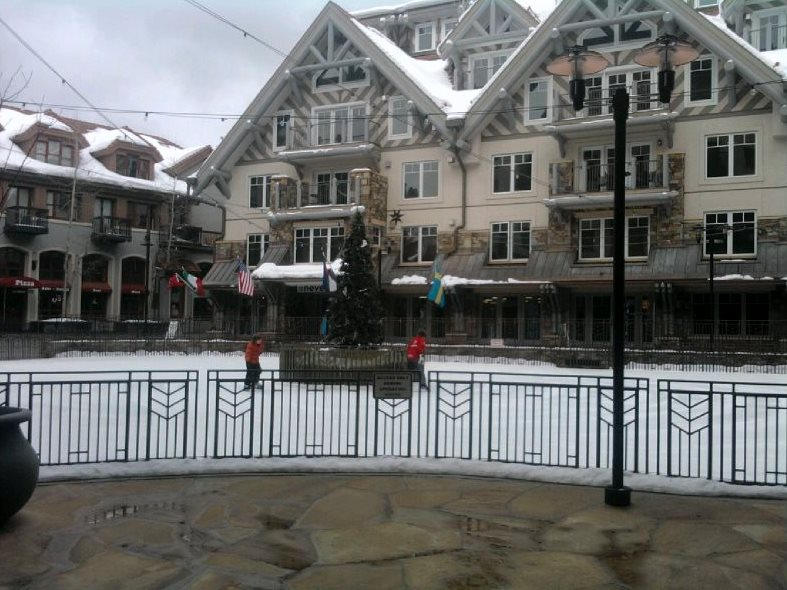
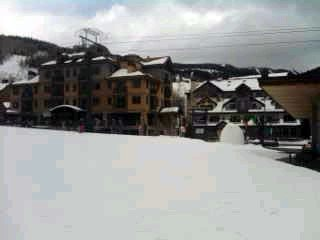